# Liste der Kulturgüter in Wigoltingen
Die Liste der Kulturgüter in Wigoltingen enthält alle Objekte in der Gemeinde Wigoltingen im Kanton Thurgau, die gemäss der Haager Konvention zum Schutz von Kulturgut bei bewaffneten Konflikten, dem Bundesgesetz vom 20. Juni 2014 über den Schutz der Kulturgüter bei bewaffneten Konflikten sowie der Verordnung vom 29. Oktober 2014 über den Schutz der Kulturgüter bei bewaffneten Konflikten unter Schutz stehen.
Objekte der Kategorien A und B sind vollständig in der Liste enthalten, Objekte der Kategorie C fehlen zurzeit (Stand: 1. Januar 2023).

## Kulturgüter
| Foto |                                                                                       | Objekt                                                     | Kat. | Typ | Standort                             | Beschreibung                                                                                   |
| ---- | ------------------------------------------------------------------------------------- | ---------------------------------------------------------- | ---- | --- | ------------------------------------ | ---------------------------------------------------------------------------------------------- |
| ja   | Datei hochladen · Wikidata zu Schloss Altenklingen (Q685343)                          | Schloss Altenklingen KGS-Nr.: 04984                        | A    | G   | Altenklingen, 1.2, 2 723272 / 273678 |                                                                                                |
| ja   | Datei hochladen · Wikidata zu Bauernhaus Gebharte-Haus (Q29883744)                    | Bauernhaus Gebharte-Haus KGS-Nr.: 05212                    | B    | G   | Fabrikstrasse 6 719627 / 273492      | Typischer Fachwerkbau von 1683, am Türsturz Jahrzahl '1681'                                    |
| ja   | Datei hochladen · Wikidata zu Taverne Zum Schäfli (Q29883753)                         | Taverne Zum Schäfli KGS-Nr.: 13863                         | B    | G   | Oberdorfstrasse 8 719860 / 272891    | Stattlicher Fachwerkbau aus dem 18. Jahrhundert, 1908 als Wirtschaft mit Beherbergung erwähnt. |
| ja   | Datei hochladen · Wikidata zu Reformierte Kirche St. Georg (Q29883749)                | Reformierte Kirche St. Georg KGS-Nr.: 13864                | B    | G   | Kirchstrasse 1.3 719762 / 272884     |                                                                                                |
| ja   | Datei hochladen · Wikidata zu Bauernhaus Meisen-Haus Schloss Altenklingen (Q29883746) | Bauernhaus Meisen-Haus Schloss Altenklingen KGS-Nr.: 13904 | B    | G   | Altenklingen 1 723346 / 273689       |                                                                                                |
| ja   | Datei hochladen · Wikidata zu Wohn- und Jagdhaus Schloss Altenklingen (Q29883748)     | Wohn- und Jagdhaus Schloss Altenklingen KGS-Nr.: 13905     | B    | G   | Altenklingen 1.8 723292 / 273764     |                                                                                                |
| ja   | Datei hochladen · Wikidata zu Schopf Schloss Altenklingen (Q29883751)                 | Schopf Schloss Altenklingen KGS-Nr.: 13906                 | B    | G   | Altenklingen 1.10 723346 / 273788    |                                                                                                |
| ja   | Datei hochladen                                                                       | Thurbrücke KGS-Nr.: 16722                                  | B    | G   | Zollhaus 719309 / 271043             | Objekt liegt hälftig auf dem Gemeindegebiet von Amlikon-Bissegg (KGS-Nr. 4998).                |